# Die Liebe frisst das Leben
Die Liebe frisst das Leben – Tobias Gruben, seine Lieder und die Erde ist ein Dokumentarfilm von Oliver Schwabe aus dem Jahr 2019.

## Handlung
In dem Film erzählt Oliver Schwabe über das Leben des 1996 verstorbenen Musikers Tobias Gruben. Mit Coverversionen von Messer, Isolation Berlin, Timm Völker (206), Paul Pötsch (Trümmer), Tellavision und Tom Schilling zeigt der Film warum Tobias Gruben als unentdecktes Musiktalent gilt. In Interviews, unveröffentlichten Briefen und Texten porträtiert Schwabe die persönliche Seite Tobias Grubens. Besonders der Konflikt mit dem Vater wird dabei herausgearbeitet. Kurz vor seinem Durchbruch verstirbt Tobias Gruben an einer Überdosis Heroin.

## Auszeichnungen
- 2020: Deutscher Dokumentarfilmpreis für den Besten Musik-Dokumentarfilm[4]

## Kritik
„Schwabes Dokumentation gibt ein intensives Porträt eines in Vergessenheit geratenen Künstlers, dessen Werk aber, nicht zuletzt wegen der vielen Künstler im Film, die Grubens Songs einsingen, so hell scheint wie der Gruben, den man auf der Bühne sieht und in seinen Texten kennenlernt.“

„Es ist aber ein wirklich sehr anrührender Film, weil er Gruben sehr nahe kommt, vor allem auch durch seine Schwester Imogen Gruben, die viel zu Wort kommt.“